# Кривец (Вологодская область)
Кривец — посёлок в Череповецком районе Вологодской области.
Входит в состав Судского сельского поселения, с точки зрения административно-территориального деления — в Судский сельсовет.
Расстояние по автодороге до районного центра Череповца — 41 км, до центра муниципального образования Суды — 10 км. Ближайшие населённые пункты — Владимировка, Сойволовская, Андогский.
По переписи 2002 года население — 396 человек (171 мужчина, 225 женщин). Преобладающая национальность — русские (98 %).